# Jefim Gamburg
Jefim Abramowicz Gamburg (ros. Ефим Абрамович Гамбург; ur. 10 czerwca 1925, zm. 13 czerwca 2000) – radziecki reżyser filmowy oraz animator.  Zasłużony Działacz Sztuk RFSRR (1986).
Pochowany na Cmentarzu Dońskim w Moskwie.

## Wybrana filmografia
- 1967: Szpiegowskie pasje
- 1970: Uwaga! Wilki!
- 1976: Niebieski szczeniak
- 1977: Malujemy październik
- 1997: Animowana propaganda radziecka